# Australia/New Zealand Cup w biegach narciarskich 2011
Australia/New Zealand Cup w biegach narciarskich 2011 – kolejna edycja tego cyklu zawodów, zaliczana do Pucharu Kontynentalnego.

## Kobiety

### Kalendarz i wyniki
| Lp | Data                                             | Miejscowość                                      | Dystans                                          | 1. miejsce        | 2. miejsce           | 3. miejsce         |
| -- | ------------------------------------------------ | ------------------------------------------------ | ------------------------------------------------ | ----------------- | -------------------- | ------------------ |
| 1. | 23 lipca 2011                                    | Falls Creek                                      | Sprint s. klasycznym                             | Esther Bottomley  | Lucy Glanville       | Aimee Watson       |
| 2. | 24 lipca 2011                                    | Falls Creek                                      | 5 km s. dowolny                                  | Esther Bottomley  | Lucy Glanville       | Georgia Merritt    |
| 3. | 13 sierpnia 2011                                 | Snow Farm                                        | 10 km s. klasyczny                               | Justyna Kowalczyk | Sumiko Ishigaki      | Nam Seul-gi        |
| 4. | 14 sierpnia 2011                                 | Snow Farm                                        | Sprint s. klasycznym                             | Justyna Kowalczyk | Natalja Korostielowa | Maria Dawidienkowa |
| 5. | 20 sierpnia 2011                                 | Perisher Valley                                  | Sprint s. klasycznym                             | Esther Bottomley  | Anna Trnka           | Siobhan Jones      |
| 6. | 21 sierpnia 2011                                 | Perisher Valley                                  | 5 km s. klasyczny                                | Esther Bottomley  | Aimee Watson         | Lucy Glanville     |
| 7. | Australia/New Zealand Cup – klasyfikacja końcowa | Australia/New Zealand Cup – klasyfikacja końcowa | Australia/New Zealand Cup – klasyfikacja końcowa | Esther Bottomley  | Lucy Glanville       | Georgia Merritt    |

### Klasyfikacja
| Lp. | Zawodnik          | Punkty |
| --- | ----------------- | ------ |
| 1.  | Esther Bottomley  | 500    |
| 2.  | Lucy Glanville    | 325    |
| 3.  | Georgia Merritt   | 250    |
| 4.  | Aimee Watson      | 235    |
| 5.  | Anna Trnka        | 201    |
| 6.  | Justyna Kowalczyk | 200    |
| 7.  | Belinda Phillips  | 176    |
| 8.  | Lescinska Grimmer | 159    |
| 9.  | Darcy Baxter      | 144    |
| 10. | Sumiko Ishigaki   | 130    |
| 10. | Siobhan Jones     | 130    |

## Mężczyźni

### Kalendarz i wyniki
| Lp | Data                                             | Miejscowość                                      | Dystans                                          | 1. miejsce    | 2. miejsce    | 3. miejsce        |
| -- | ------------------------------------------------ | ------------------------------------------------ | ------------------------------------------------ | ------------- | ------------- | ----------------- |
| 1. | 23 lipca 2011                                    | Falls Creek                                      | Sprint s. klasycznym                             | Callum Watson | Ben Sim       | Philip Bellingham |
| 2. | 24 lipca 2011                                    | Falls Creek                                      | 10 km s. dowolny                                 | Callum Watson | Ben Sim       | Philip Bellingham |
| 3. | 13 sierpnia 2011                                 | Snow Farm                                        | 15 km s. klasyczny                               | Kris Freeman  | Andrew Newell | Alex Harvey       |
| 4. | 14 sierpnia 2011                                 | Snow Farm                                        | Sprint s. klasycznym                             | Andrew Newell | Kris Freeman  | Simeon Hamilton   |
| 5. | 20 sierpnia 2011                                 | Perisher Valley                                  | Sprint s. klasycznym                             | Callum Watson | Ben Sim       | Philip Bellingham |
| 6. | 21 sierpnia 2011                                 | Perisher Valley                                  | 10 km s. klasyczny                               | Ben Sim       | Alex Almoukov | Callum Watson     |
| 7. | Australia/New Zealand Cup – klasyfikacja końcowa | Australia/New Zealand Cup – klasyfikacja końcowa | Australia/New Zealand Cup – klasyfikacja końcowa | Callum Watson | Ben Sim       | Philip Bellingham |

### Klasyfikacja
| Lp. | Zawodnik           | Punkty |
| --- | ------------------ | ------ |
| 1.  | Callum Watson      | 454    |
| 2.  | Ben Sim            | 400    |
| 3.  | Philip Bellingham  | 256    |
| 4.  | Ewan Watson        | 199    |
| 5.  | Paul Kovacs        | 187    |
| 6.  | Alex Almoukov      | 184    |
| 7.  | Kris Freeman       | 180    |
| 7.  | Andrew Newell      | 180    |
| 9.  | Mark van der Ploeg | 121    |
| 10. | Alex Gibson        | 119    |